# Fricamps
Fricamps är en kommun i departementet Somme i regionen Hauts-de-France i norra Frankrike. Kommunen ligger i kantonen Poix-de-Picardie som tillhör arrondissementet Amiens. År 2022 hade Fricamps 179 invånare.

## Befolkningsutveckling
Antalet invånare i kommunen Fricamps
| Referens: INSEE |